# Perth Challenger 1994
Il Perth Challenger 1994 è stato un torneo di tennis facente parte della categoria ATP Challenger Series nell'ambito dell'ATP Challenger Series 1994. Il torneo si è giocato a Perth in Australia dal 5 all'11 dicembre 1994 su campi in erba.

## Vincitori

### Singolare
Ján Krošlák ha battuto in finale  Kent Kinnear con il punteggio di 6–1, 6–2

### Doppio
Ben Ellwood /  Mark Philippoussis hanno battuto in finale  Wayne Arthurs /  Neil Borwick con il punteggio di 7–5, 7–6